# Larry Bell
Pour les articles homonymes, voir Bell.
Larry Bell (né en 1939 à Chicago) est un artiste contemporain et sculpteur américain. Il vit et travaille à Taos, Nouveau-Mexique, et possède un studio à Venise, en Californie. De 1957 à 1959, il a étudié au Chouinard Art Institute de Los Angeles en tant qu'élève de Robert Irwin, Richards Ruben, Robert Chuey, et Emerson Woelffer. Il est bénéficiaire d'une bourse, entre autres, de la National Endowment for the Arts et la Fondation Guggenheim, et ses œuvres sont visibles dans les collections de nombreuses institutions culturelles majeures.
Il est représenté par la Galerie Daniel Templon à Paris et Bruxelles.

## Années 1960

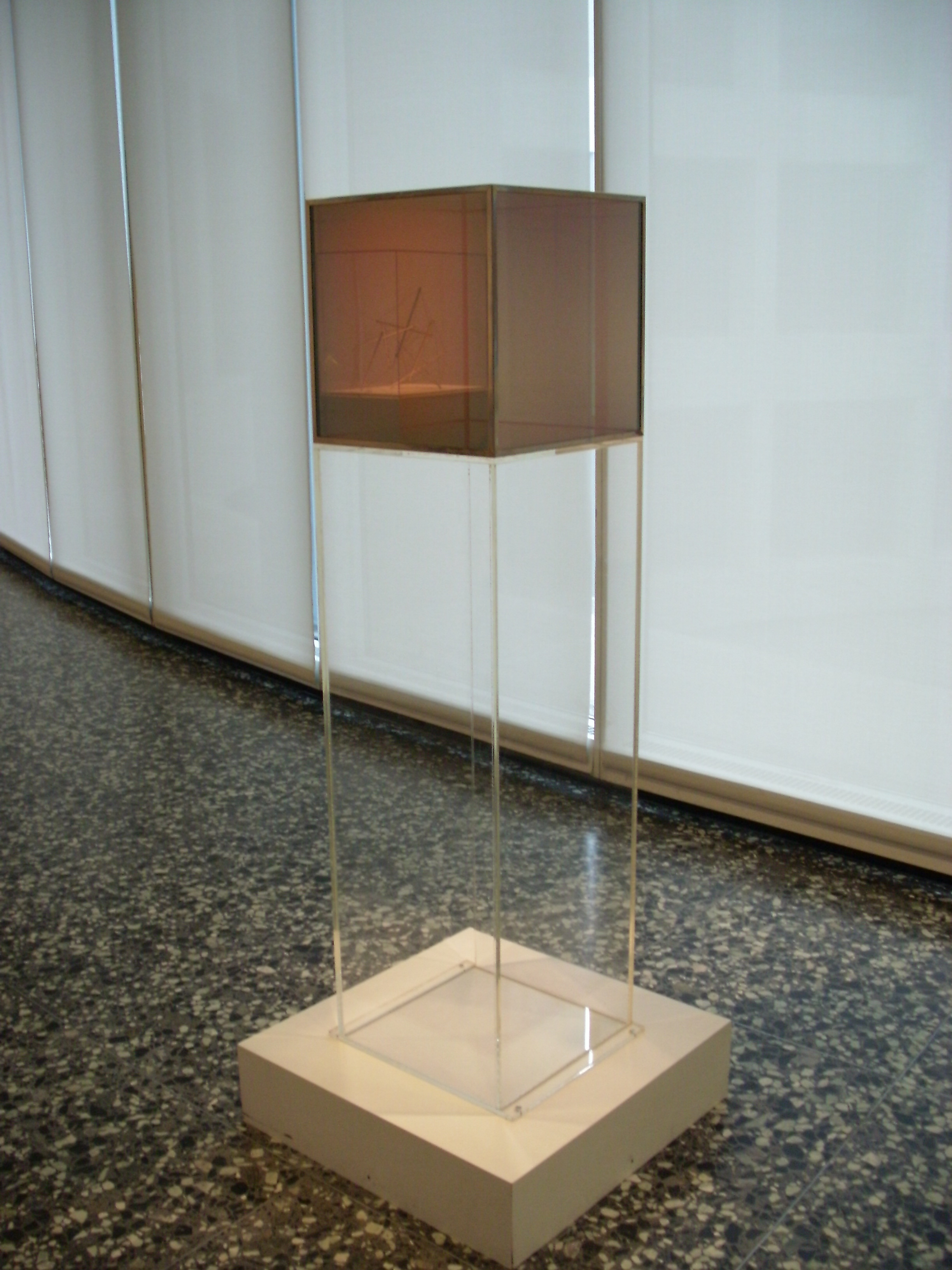
Sans titre (1964), le bismuth, le chrome, l'or et rhodium sur laiton plaqué or ; au Hirshhorn Museum and Sculpture Garden.

Bell apparaît sur la pochette (en photo découpée par son ami Dennis Hopper) de l'album emblématique de 1967 Sgt.Pepper's Lonely Hearts Club Band des Beatles. Il apparaît dans la troisième rangée.

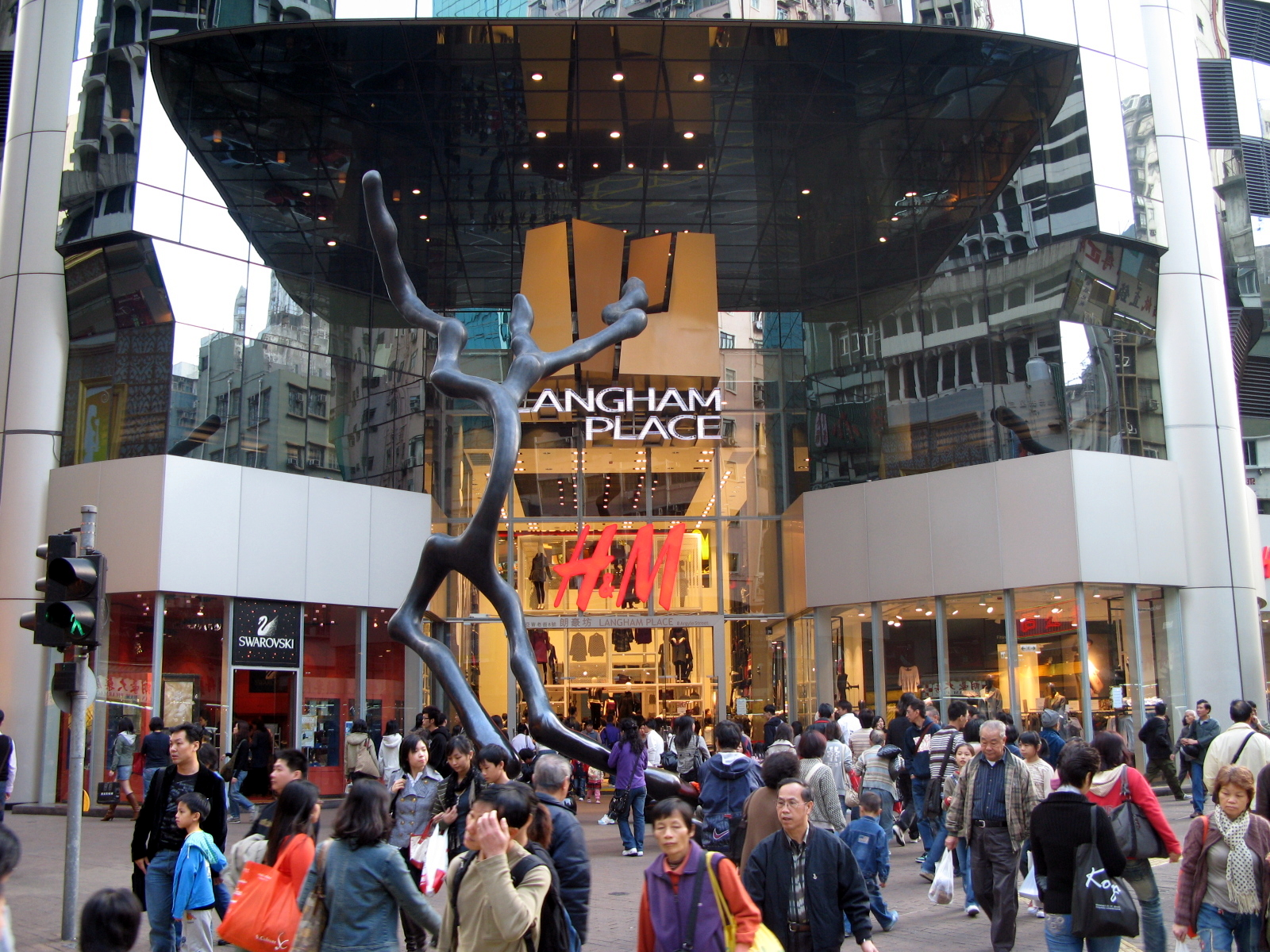
Happy Man, Larry Bell, 2004, sculpture en bronze, face à l'entrée de Langham Place, Hong Kong. De la série Furniture de Lux, Sumer (une série de figures en bronze calligraphiques d'une hauteur maximale de 9 m. conçue dans les 1990s.).

## Collections des musées
Les œuvres de Bell sont présentées dans plusieurs collections de musées :
- Galerie d'art Albright-Knox, Buffalo, New York
- Albuquerque Museum, Albuquerque
- Galerie d'art de Nouvelle-Galles du Sud, Sydney
- Art Institute of Chicago, Chicago
- Galerie nationale d'Australie, Canberra
- The Berardo Collection, Funchal, Portugal
- Centre national d'art et de culture Georges-Pompidou, Paris
- City of Albuquerque Public Arts, Albuquerque
- Colorado Springs Fine Art Center
- Honolulu Museum of Art, Honolulu
- Musée du verre de Corning, Corning, New York
- Musée d'art de Dallas, Texas
- Musée d'art de Denver, Denver, Colorado
- Des Moines Art Center, Des Moines, Iowa
- Detroit Institute of Arts, Detroit, Michigan
- Fort Worth Art Center, Fort Worth, Texas
- Musée Solomon R. Guggenheim, New York City, New York
- Harwood Museum of Art, Taos
- Hirshhorn Museum and Sculpture Garden, Smithsonian Institution, Washington, D.C.
- The Archer M. Huntington Art Gallery, Université du Texas à Austin, Austin, Texas
- Musée d'art du comté de Los Angeles, Los Angeles
- Massachusetts Institute of Technology Cambridge, Massachusetts
- The Menil Collection, Houston, Texas
- Milwaukee Art Museum, Milwaukee
- Minneapolis Institute of Art, Minneapolis
- Musee Saint-Pierre Art Contemporain, Lyon
- Musée d’Art Contemporain, Lyon, France
- Museum Abteiberg, Monchengladbach, Allemagne
- Museum of Contemporary Art, Caracas, Venezuela
- Musée d'art contemporain de Los Angeles, Los Angeles
- Musée des beaux-arts de Houston, Texas
- New Mexico Museum of Art, Santa Fe
- Museum Ludwig, Cologne
- Museum of Modern Art, New York
- National Collections of Fine Arts, Smithsonian Institution, Washington, D.C.
- National Institutes of Health, Bethesda, Maryland
- Oakland Museum of Art, Oakland, Californie
- Roswell Museum and Art Center, Roswell
- San Antonio Museum of Art, Texas
- San Francisco Museum of Modern Art, San Francisco, California
- Scottsdale Museum of Contemporary Art, Scottsdale, Arizona
- Norton Simon Museum, Pasadena, California
- Stedelijk Museum, Amsterdam
- Stedelijk Museum, Rotterdam
- Tate Gallery, Londres
- University of Arizona, Tucson, Arizona
- University of New Mexico, Albuquerque, NM
- Victoria and Albert Museum, Londres
- Walker Art Center, Minneapolis
- Whitney Museum of American Art, New York City